# شهرستان دوبریچکا
شهرستان دوبریچکا (به بلغاری: Dobrichka Municipality) یک شهرستان در بلغارستان است که در استان دوبریچ واقع شده‌است. شهرستان دوبریچکا ۱٬۲۹۶٫۱۶ کیلومتر مربع مساحت و ۲۴٬۲۹۲ نفر جمعیت دارد.